# العلاقات الإثيوبية الكونغوية
العلاقات الإثيوبية الكونغولية هي العلاقات الثنائية التي تجمع بين إثيوبيا وجمهورية الكونغو.

## مقارنة بين البلدين
هذه مقارنة عامة ومرجعية للدولتين:
| وجه المقارنة                                              | إثيوبيا                        | [[تصنيف:صفحات تستخدم رمز علم غير موجود\|]] جمهورية الكونغو |
| --------------------------------------------------------- | ------------------------------ | ---------------------------------------------------------- |
| المساحة (كم2)                                             | 1.10 مليون                     | 342.00 ألف                                                 |
| عدد السكان (نسمة)                                         | 104.96 مليون                   | 5.26 مليون                                                 |
| الكثافة السكانية (ن./كم²)                                 | 95.42                          | 15.38                                                      |
| العاصمة                                                   | أديس أبابا                     | برازافيل                                                   |
| اللغة الرسمية                                             | اللغة الأمهرية                 | لغة فرنسية                                                 |
| العملة                                                    | بير إثيوبي                     | فرنك وسط أفريقي                                            |
| الناتج المحلي الإجمالي (بليون دولار)                      | 80.56 مليار                    | 8.72 مليار                                                 |
| الناتج المحلي الإجمالي (تعادل القوة الشرائية) بليون دولار | 161.90 مليار                   | 29.48 مليار                                                |
| الناتج المحلي الإجمالي الاسمي للفرد دولار أمريكي          | 619                            | 1.85 ألف                                                   |
| الناتج المحلي الإجمالي للفرد دولار أمريكي                 | 1.50 ألف                       |                                                            |
| مؤشر التنمية البشرية                                      | 0.442                          | 0.591                                                      |
| رمز المكالمات الدولي                                      | +251                           | +242                                                       |
| رمز الإنترنت                                              | .et                            | .cg                                                        |
| المنطقة الزمنية                                           | ت ع م+03:00، توقيت شرق أفريقيا | ت ع م+01:00                                                |

## منظمات دولية مشتركة
يشترك البلدان في عضوية مجموعة من المنظمات الدولية، منها:
| علم المنظمة | اسم المنظمة                                 | تاريخ انضمام إثيوبيا | تاريخ انضمام جمهورية الكونغو |
| ----------- | ------------------------------------------- | -------------------- | ---------------------------- |
|             | مؤسسة التنمية الدولية                       | 11 أبريل 1961        | 8 نوفمبر 1963                |
|             | منظمة حظر الأسلحة الكيميائية                | ?                    | ?                            |
|             | الأمم المتحدة                               | 13 نوفمبر 1945       | 20 سبتمبر 1960               |
|             | الاتحاد الأفريقي                            | ?                    | ?                            |
|             | وكالة ضمان الاستثمار متعدد الأطراف          | 13 أغسطس 1991        | 16 أكتوبر 1991               |
|             | منظمة الشرطة الجنائية الدولية               | ?                    | ?                            |
|             | مؤسسة التمويل الدولية                       | 20 يوليو 1956        | 1 أكتوبر 1980                |
|             | مجموعة دول أفريقيا والكاريبي والمحيط الهادئ | ?                    | ?                            |
|             | البنك الدولي للإنشاء والتعمير               | 27 ديسمبر 1945       | 10 يوليو 1963                |
|             | البنك الإفريقي للتنمية                      | ?                    | ?                            |
|             | الفريق المعني برصد الأرض                    | ?                    | ?                            |
|             | يونسكو                                      | 1 يوليو 1955         | 24 أكتوبر 1960               |

## وصلات خارجية
- موقع وزارة الخارجية الإثيوبية